# 11-12-13 Rak Kan Ja Tai
11-12-13 Rak Kan Ja Tai (11-12-13 รักกันจะตาย), conosciuto comunemente come Ghost Is All Around, è un film thailandese del 2016, una commedia horror in tre episodi diretta da Sarawut Wichiensarn.